# 装蹄師

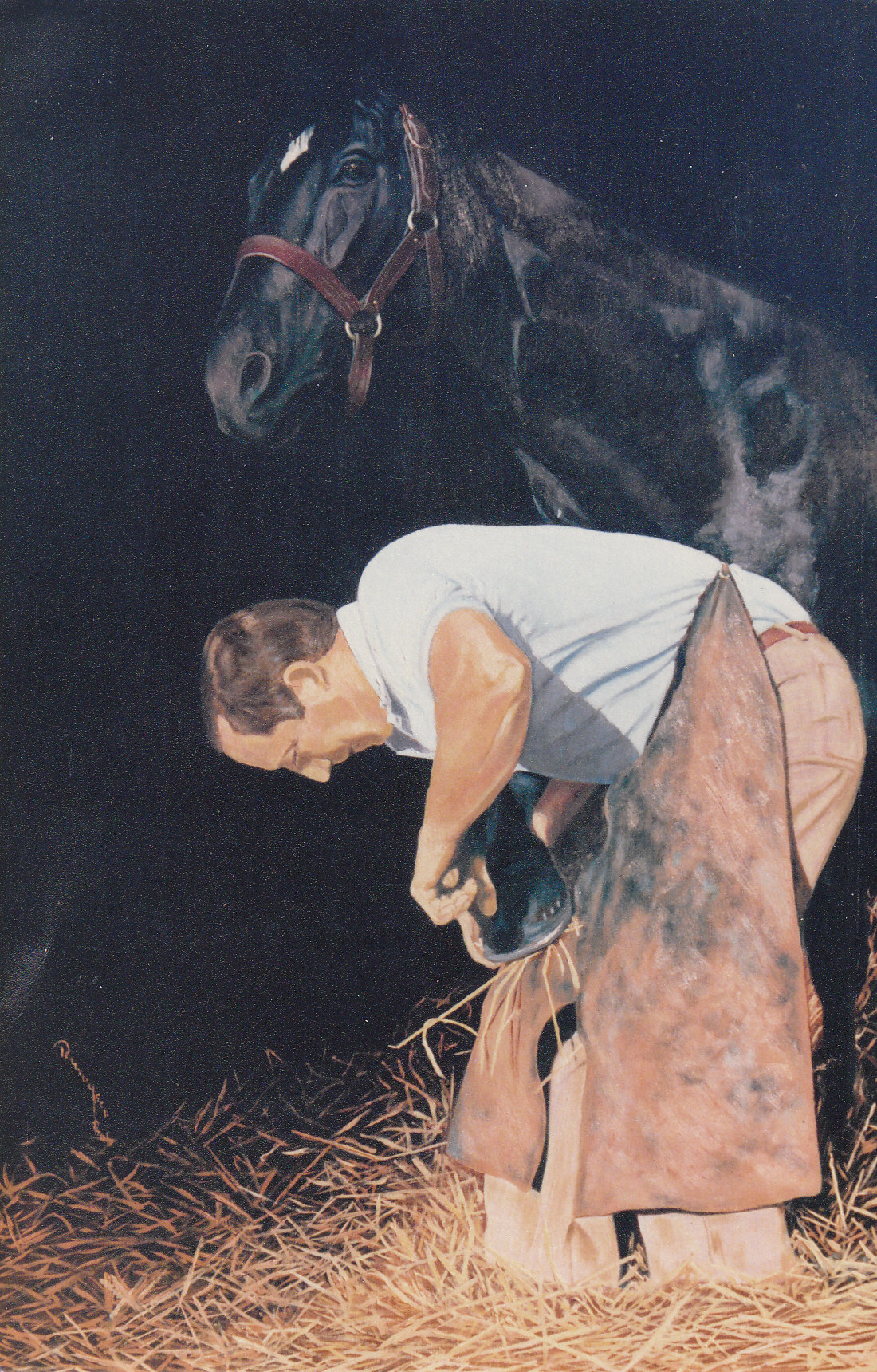
装蹄師

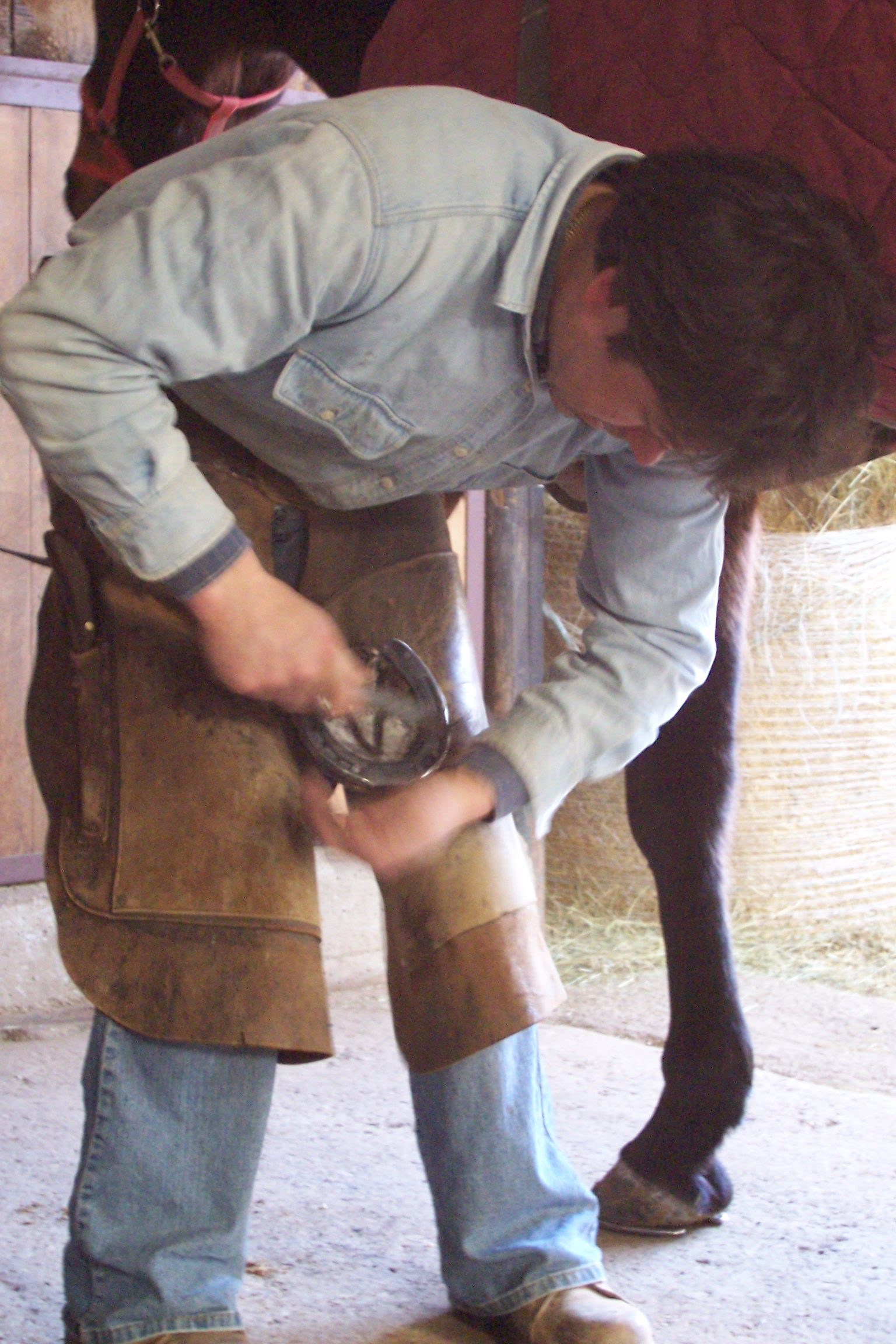
蹄鉄を打付ける様子

装蹄師（そうていし）とは、馬の蹄に蹄鉄を打つ技術者のことである。鉄屋は本来蔑称とされる。
牛の蹄には一般に蹄鉄は装着せず削蹄のみを行い、この作業を行う技術者は牛削蹄師（ぎゅうさくていし）と呼ぶ。
作業としては大まかに分けると蹄鉄の作成、馬蹄の削蹄、蹄鉄の打付けである。
蹄を削ることによって四肢のバランスを整え、蹄鉄を履かせることで蹄の磨耗を抑えることができる。また馬場に合った特殊な蹄鉄を履くことで最大限に競走能力を発揮させることを助けることもある。
ごく軽度の屈腱炎の治療を補助する処置を行うこともある。もちろんその逆もあり、削蹄が悪いと脚元に負担がかかり屈腱炎その他の疾病が発症するということもある。
日本での個人事業税は獣医師が5%、畜産業が4%であるが、装蹄師業は按摩や鍼灸などと同じく最低税率の3%となっている。

## 教育

### フランス
フランスでは以下の国家資格が存在する。
- 資格レベル IV
  - Maréchal ferrant (BTM)
- 資格レベル V
  - 職業教育免状(BEPA) Activités hippiques, spécialité Maréchal-ferrant
  - 職業教育免状(BEPA) option Activités hippiques, spécialité Maréchalerie
  - 職業適性証(CAPA) option Maréchalerie

### 日本
日本で装蹄師になるには公益社団法人日本装削蹄協会の「装蹄師認定講習会」を受講し、最後に認定試験に合格しなければならない。装蹄師の資格は1940年の装蹄師法（1970年廃止）公布により位置づけられ、1944年に試験が中止されたものの、戦後復活後も紆余曲折を経て民間資格となって現在に至る。
日本における装蹄師資格は以下の通り。
- 2級認定装蹄師…装蹄教育センターでの1年間の教育を受け、認定試験に合格した者に与えられる資格[3]。
- 1級認定装蹄師…2級の取得から4年以上経過した後に、1級認定装蹄師資格者昇級研修会を受講し、認定試験に合格した者に与えられる資格[3]。
- 指導級認定装蹄師…1級の取得から9年以上経過した後に、指導級認定装蹄師資格者昇級研修会を受講し、認定試験に合格した者に与えられる資格[3]。

装蹄教育センターの受講枠は「16名以内」とされており（2023年現在）、入試倍率は概ね4倍程度と言われている。
JRAの美浦トレーニングセンターおよび栗東トレーニングセンター内で開業する場合においては、指導級認定装蹄師資格を持っていることが条件である。
乗馬装蹄などの場合は、2級認定資格で独立開業する装蹄師もいる。装蹄は技術と知識を要するため、資格取得後すぐの独立は難しく、早い者でも3年程度の経験が必要である。
なお牛削蹄師の場合は、装蹄師の場合とは異なり、毎年全国5地区を巡回して行われる講習会（2日間）を受講した上で認定試験に合格すると2級牛削蹄師の資格が得られる。ただし日本装削蹄協会では受講希望者に対し「受講前に牛削蹄の経験を積んでおかなければ、実技試験に合格することは難しい」「学科試験については、本会が頒布する専門テキストを事前に購入して、予習しておくことをお奨めします」とアナウンスしており、事前に牧場等で牛削蹄の経験を積むことが事実上必須となっている。

## 逸話
シンザン
その柔軟性と強いバネによって前肢と後肢の蹄が接触してしまい、蹄を傷つけてしまうという特徴を持っていた。このため調教師の武田文吾と装蹄師の福田忠寛は前肢用の蹄鉄には梁を十字に渡し、後肢の蹄の先をスリッパのように覆うような形の蹄鉄を考案しこれを克服した。これが「シンザン鉄」と呼ばれるものである。
ヒカルイマイ
伝説的な追い込みで東京優駿を優勝したあと、秋3戦目となる菊花賞に向けての調整の途上、削蹄ミスから屈腱炎を患い、2年間におよぶ休養のあと引退した。
イクノディクタス
デビュー前に浅い屈腱炎を発症。これを「現代の名工」としてものちに知られることとなる装蹄師の福永守に相談。その巧みな装蹄によって故障を克服。現役では51戦を戦い抜いて「鉄の女」の異名を取った。
サクラローレル
凱旋門賞の前哨戦であるフォワ賞に出走したが惨敗し、屈腱不全断裂の発症も発覚。症状は引退どころか安楽死処分すら危ぶまれるほどの重症であった。何とかそれは回避することができたが、のちに調教師の境勝太郎は故障の原因を「装蹄師を帯同させなかったため」だとする発言をしている。
タイキシャトル
先天的に蹄が脆かったタイキシャトルは、装蹄師の志賀勝雄により「フォーポイント」と呼ばれる特殊な技法で装蹄を施された。本馬の実績は志賀の装蹄でなければ達成できなかったと評する者もいたという。
ディープインパクト
普通の馬に比べて蹄が極端に薄かったため、従来の釘を使った蹄鉄の固定では釘が神経にまで達してしまう恐れもあり、満足な装蹄がままならなかった。そこで装蹄師の西内荘は釘での固定を諦め、特殊な接着剤で固定する「エクイロックス」と呼ばれる最新の方法に切り替え、これを克服し東京優駿を制した。